# 公害等調整委員會
公害等调整委员会（日语：／*/?）是总务省的外局，根据《公害等调整委员会设立法》，于1972年（昭和47年）由土地调整委员会和中央公害审查委员会合并成立。该机构是一个行政委员会。

## 概要
这个委员会的目标是
- 进行污染纠纷的调解、调停、仲裁和裁决，以实现迅速而公正的解决
- 致力于协调矿业、采石业或者砂石开采业与公共利益之间的关系

## 沿革
- 1951年1月31日：作为总理府的外局，土地调整委员会成立。
- 1970年11月1日：作为总理府的机构，中央公害审查委员会成立。
- 1972年7月1日：作为总理府的外局，公害等调整委员会成立（取消并合并土地调整委员会和中央公害审查委员会）。
- 2001年1月6日：随着中央省厅重组，成为总务省的外局。

## 组织架构
- 公害等调整委员会
  - 委員長（由内阁总理大臣获得两院同意任命。任期5年，可再任）
  - 委员6人（其中3人为兼职。均由内阁总理大臣获得两院同意任命。任期5年，可再任）
  - 专门委员（不超过30人，兼职。由总务大臣任命。在专门事项调查结束时解除职务）
- 事務局
  - 事務局長
  - 次長
  - 总务课
    - 调查官2人

  - 审查官9人

## 委员长及委员
2022年7月1日，委员会的组成如下：
|               | 姓名     | 任命日期     | 经历                                         |
| ------------- | -------- | ------------ | -------------------------------------------- |
| 委員長        | 永野厚郎 | 2022年7月1日 | 原名古屋高等裁判所長官                       |
| 委員          | 上家和子 | 2022年7月1日 | 医師、原日本医師会综合政策研究機構主席研究員 |
| 委員          | 都築政則 | 2020年7月1日 | 原东京高等裁判所判事                         |
| 委員          | 若生俊彦 | 2021年7月1日 | 原总务审议官                                 |
| 委員 （兼任） | 野中智子 | 2020年7月1日 | 律师、原司法研修所教官                       |
| 委員 （兼任） | 加藤一実 | 2022年7月1日 | 產業技術綜合研究所理事                       |
| 委員 （兼任） | 大橋洋一 | 2021年7月1日 | 学習院大学専門職大学院法務研究科教授         |